# 맷 캐머런

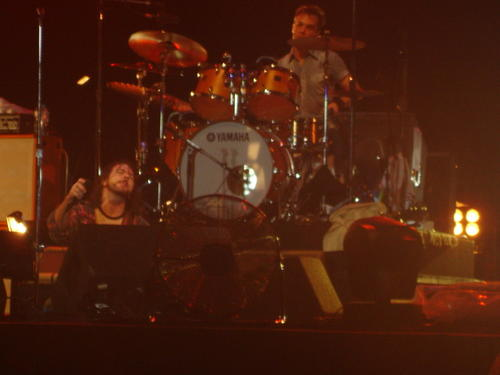
2005년 12월 2일, 펄 잼과 브라질 상파울루에서 공연 중.

맷 캐머런(Matt Cameron, 1962년 11월 28일 ~ )은 미국의 록 밴드 펄 잼과 사운드가든의 현재 드럼 연주자이다.